# هنر ارمنی
هنر ارمنی سابقه بیش از پنج هزار سال را دارد. ارمنیان در رشته‌های معماری، منبت‌کاری، نقاشی، موسیقی و تئاتر پیشینه طولانی دارند. با توجه به کوهستانی بودن ارمنستان و وفور سنگ‌های ساختمانی در این کشور و استفاده دیرباز از این سنگ‌ها در امر ساختمان‌سازی کنده کاری بر روی سنگ‌ها نیز از اعصار قدیم در میان ارمنیان مرسوم گردید.

## مطالعه تاریخ هنر ارمنستان
مطالعه و پژوهش دربارهٔ هنر ارمنیان از اوایل سده بیستم آغاز شد. از محققین معروف را می‌توان به:
گارگین یکم، سِر آرپی دِرنرسسیان و
ژان میشل را نام برد.

## نقاشی ارمنی

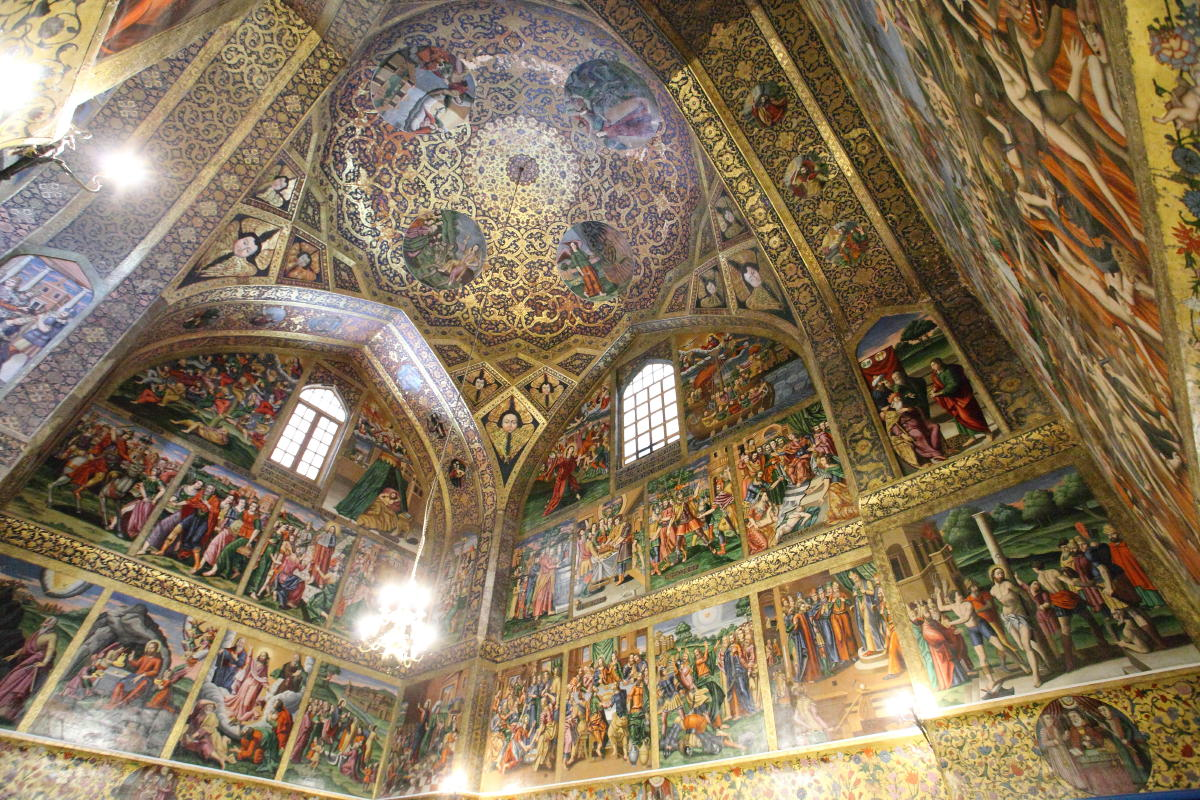
نقاشی آبرنگی داخل کلیسای وانک

نقاشی ارمنی مربوط به دوره ما قبل تاریخ قدمتی ۱۰ هزار ساله دارد (نقاشی بر دیوارهای غارها، سنگ‌نگاره‌ها) در عصر برنز (هزاره‌های ۵ تا ۳ پیش از میلاد) هنر کاربردی اساساً به صورت سفالگری نمود پیدا می‌کند (سفال‌های رنگی زیبا، مزین به صور هندسی و نقش نگاره‌های گیاهی) (اکتشافات باستان‌شناسی در تپه شرش، کارنوت، وانادزور و غیره).
بدون شک جام زرین کشف شده در کاوش‌های باستان‌شناسی تپه «آرمگاه وانادزور» که مزین به ۶ شیر است، یکی از زیباترین نمونه‌های هنر فلزکاری در هزاره دوم قبل از میلاد است.
مشخصه بارز هنر مینیاتور ارمنی که نمونه‌های اولیه کشف شده آن مربوط به سده ۶ میلادی می‌باشند رنگ آمیزی زیبا و سبک‌های متنوع آن است.
انجیل‌های مزین به مینیاتور باقی‌مانده از سده‌های دهم و یازدهم میلادی که نام اساتید نقاش آن مشخص نمی‌باشد دارای ارزش هنری فوق‌العاده ایی است.
این انجیل‌ها با نام‌های «انجیل اچمیادزین» (سال ۹۸۹ م)، «انجیل وهاپار» (سده دهم میلادی)، «انجیل موقنی» (سال ۱۰۳۸ میلادی) شناخته شده می‌باشند. «انجیل اچمیادزین» دارای جلدی نفیسی از عاج فیل است و در آن ۴ مینیاتور منحصر به فرد از سده ششم میلادی حفظ شده‌است.
یکی از سبک‌های اصلی هنر مینیاتور ارمنی تزئین کتب و نسخ دست نوشته است. استاتید مینیاتوریست با استفاده از آب‌رنگ، گواش و رنگ‌های چسبی در حاشیه صفحات کتب و نسخ دست نوشته طرح‌های گرافیکی و مناظر زیبایی با موتیف‌های گیاهی و حیوانی به یادگار گذاشته‌اند.
در سده میانه هنر مینیاتور ارمنی با سبک‌ها و مکاتب مختلفی نمود پیدا کرده‌است. مشهورترین این سبک‌ها و مکاتب «واسپوراکان»، «آنی»، «سیلیسیه»، «گلادزور»، «داتو»، «جلفا» (ایران) و «کریمه» می‌باشند، که از ترکیب آن‌ها هنر مینیاتور ارمنی به وجود آمده‌است.

## معماری ارمنی

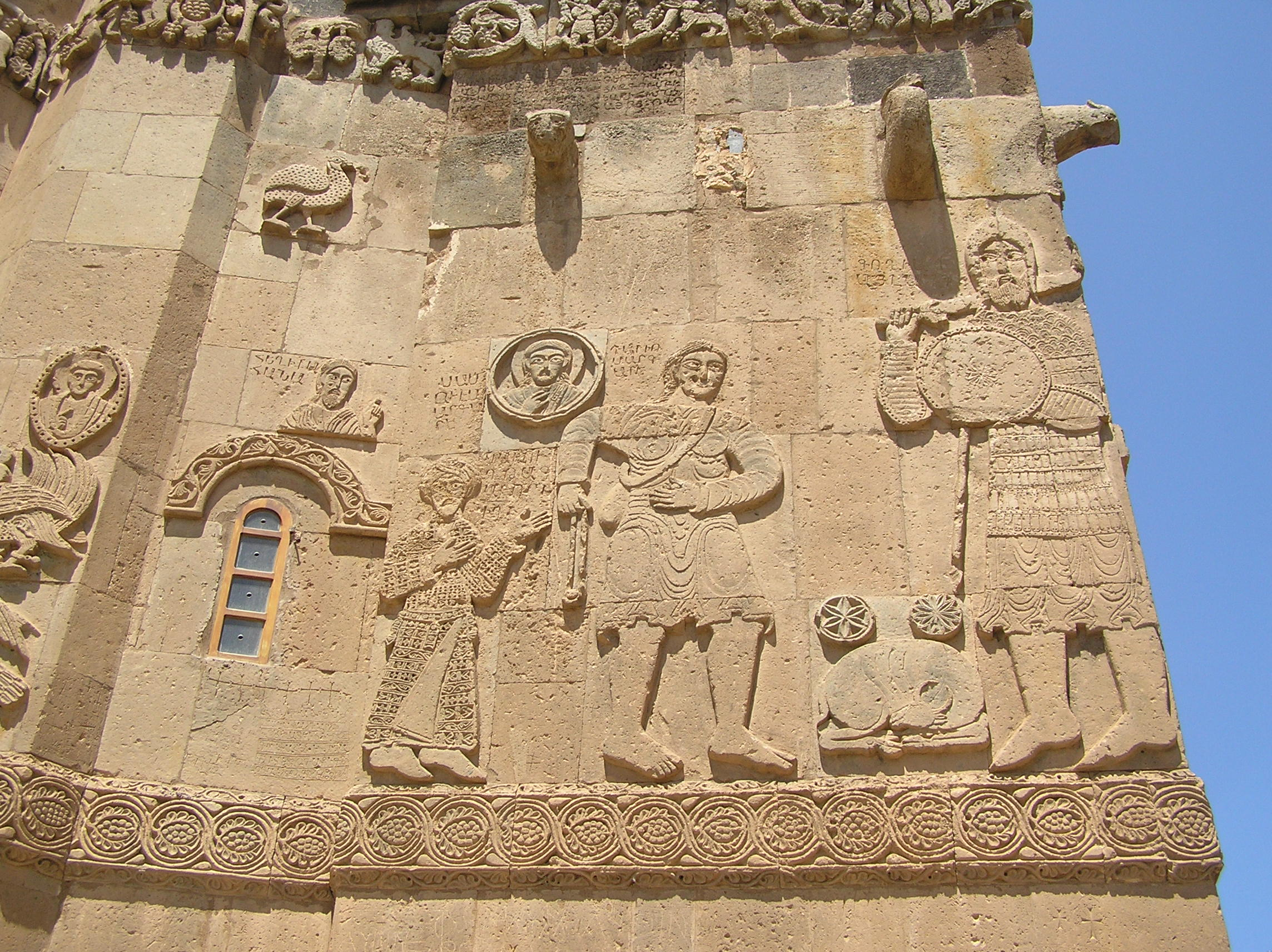
معماری کلیسای صلیب مقدس در جزیره آختامار

معماری ارمنی نوعی معماری خاص است که بیش از ۴۵۰۰ سال توسط ارمنیان بکار گرفته می‌شود. این معماری در طول سالیان دراز دچار تغییر و البته پیشرفت شده‌است. این معماری رابطه مستقیمی با اقلیم و شرایط طبیعی سرزمین کوهستانی ارمنستان، دارد و البته تحت تأثیر مستقیم تاریخ و فرهنگ ملت ارمنی نیز است. وجود انواع مختلف سنگهای معدنی خصوصاً سنگ توف زیبایی خاصی به این نوع معماری بخشیده است.
معماری ارمنی مربوط به دوران قدیم، مانند معماری که از زمان سلسله پادشاهی یرواندونیها، آغاز و تا زمان پادشاهی ارمنستان بزرگ ادامه یافت معماری ارمنی دوران اول نام گرفته‌است.
شهرهای شبیه شهرهای امروزی در تاریخ معماری ارمنی که مربوط به دوران اول معماری ارمنستان است و در کتاب آناباسیس، کسنوفون نیز نام آن‌ها آمده‌است عبارتند از:
آرماویر (ارمنستان)، یروانداشات (شهر باستانی)، آرتاشات، واغارشاپات، زاره هاوان، تیگراناکرت آرتساخ، همچنین بناهایی نظیر معبد گارنی، زاره هاوان و شهرهایی نظیر آنی (شهر باستانی)، دارویْنْک، آنی کاماخ، اوشاکان؛ و همچنین بناهای مذهبی مانند باگاوان، باگرواند، آشتیشاد، یریزا، حلقه معماری آن دوران ارمنستان را نشان می‌دهند.

## چلیپاسنگ یا خاچکار

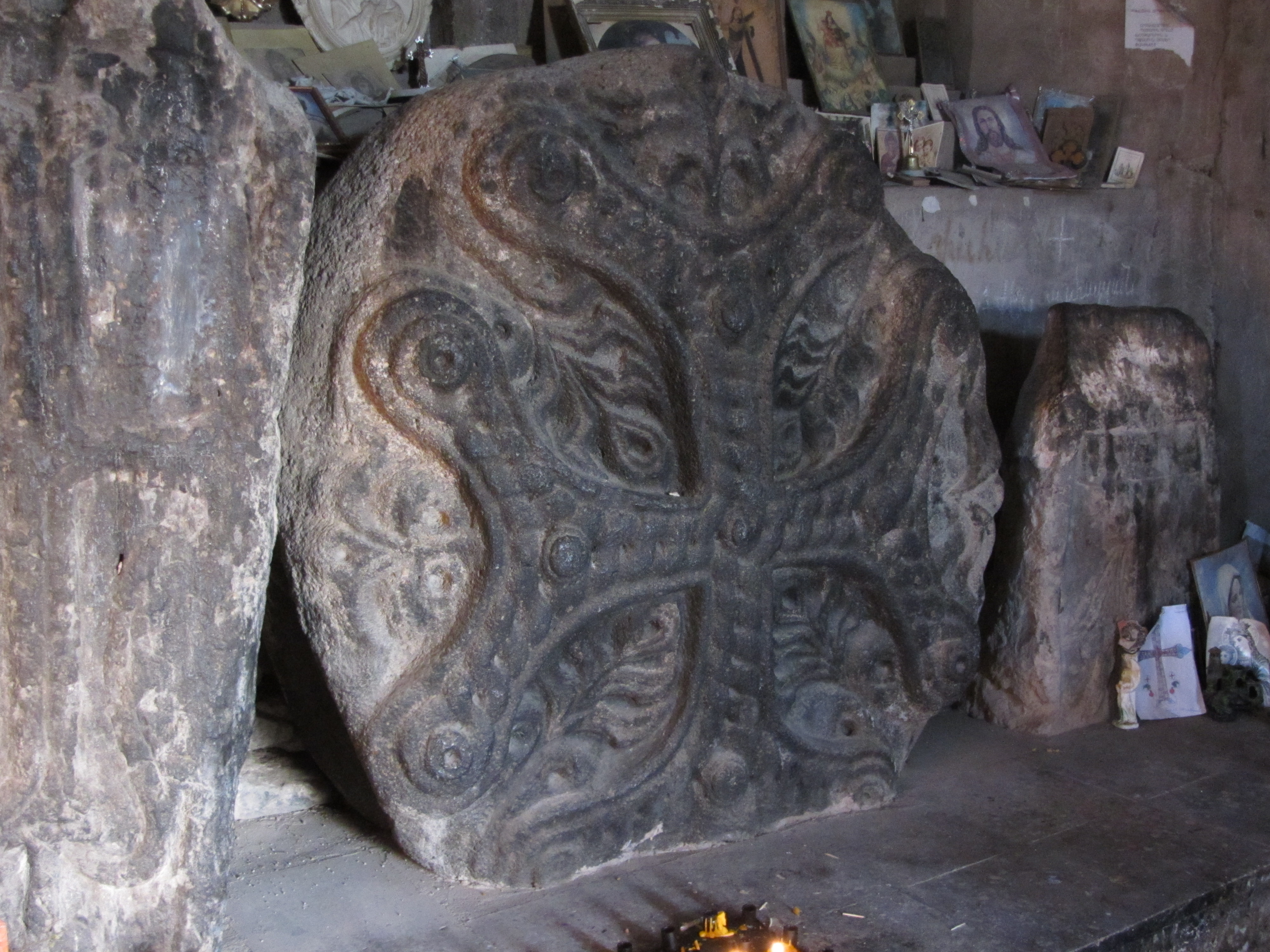
خاچکار مربوط به سده هشت میلادی در شهر تالین (ارمنستان)

خاچکار، هنر حجاری است که در دوران باستان و سده‌های میانی منحصراً در ارمنستان و سرزمین‌هایی که ارمنیان در آن اقامت گزیده بودند رواج داشت.
در دوران پادشاهی آراراتیان، استادکاران سنگ‌تراش ارمنی گونه‌ای سنگ یادبود برپا می‌کردند که از دو قطعه تشکیل می‌شد:
یک پایهٔ مکعبی که در زمین قرار می‌گرفت و یک لوح سنگی پرداخت شده که با دنباله‌ای در گودی ایجاد شده در رویهٔ فوقانی مکعب سنگی استوار می‌شد و بخش اصلی سنگ یادبود را تشکیل می‌داد. روی لوح شرح اقدامات شاهان در زمینه‌های عمرانی، نظامی، اقتصادی و غیره حجاری می‌شد. اغلب این سنگ نوشته‌ها با نقش‌های تزیینی و نگاره‌های هنری زمان خود همراه بودند.
در سده‌های بعد، به خصوص در دورهٔ آغازین سده‌های میانی نقش‌های تزیینی از نظر طرح و مضمون تنوع بیشتری یافتند. به این ترتیب، اثر سنگی باستانی به دوران جدید تاریخ ما رسید، بی‌آنکه شکل ظاهری و کاربرد آن تغییر یابد، تنها نقش‌ها و آرایه‌ها تغییر و تحول یافتند، غنی تر و متنوع تر شدند و تأثیر دوره‌های مختلف در جزییات آرایه‌ها بازتاب یافت. این گونه بود که نقش صلیب بر روی لوح باستانی نمایان شد و رفته رفته قسمت مرکزی آن را در اختیار گرفت و شاخص آن شد، نام خود را به سنگ یادبود داد و چلیپاسنگ یا خاچکار (در زبان ارمنی «خاچ» به معنی صلیب و «کار» به معنی سنگ است. خاچکار، چلیپاسنگ یا سنگِ صلیب ترجمه شده‌است) پدید آمد.

## قالی ارمنی

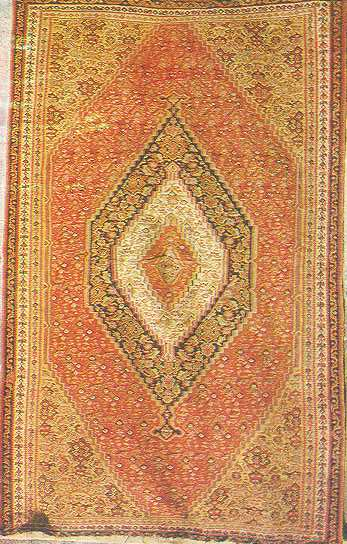
فرش ارمنی شهر خوی

ارمنیان، که جزو نخستین پیروان رسمی مسیحیت (از ۳۰۱م) هستند، میراث کهن انگاره‌ها و نمادهای فرهنگ و سنت خود را با مفهوم روحانی آیین جدید تلفیق کردند و در طول روند تکامل نقش‌ها موفق به بیان قوی و آشکار آن‌ها به صورت نمادهای مسیحی شدند.
امروزه، آثار هنری به جای مانده و شناخته شده مانند معماری کلیساها، چلیپاسنگها، صفحات تذهیب شده انجیلها، فرسکو، هنر فلزکاری، کندهکاری چوب، سفالگری و نیز هنرهای سنتی دستبافت مانند فرش، گلیم، گلدوزی و غیره تداوم و تکرار این نقش‌های سنتی را به روشنی نشان می‌دهند.
این دسته از نقش‌های تزئینی، که در اصل نقشهایی نمادین و حامل معانیای خاص هستند، دو نکته مهم را یادآوری می‌کنند:
اول اینکه همگی این نقش‌ها با گذشت زمان سیر تکاملی خاصی را از نظر پربارتر شدن طی کرده‌اند،
دوم اینکه همگی آن‌ها در منطقه وسیع جغرافیایی که امروزه به نام ارمنستان غربی شناخته می‌شود شکل گرفته‌اند.

## پوشاک ارمنی

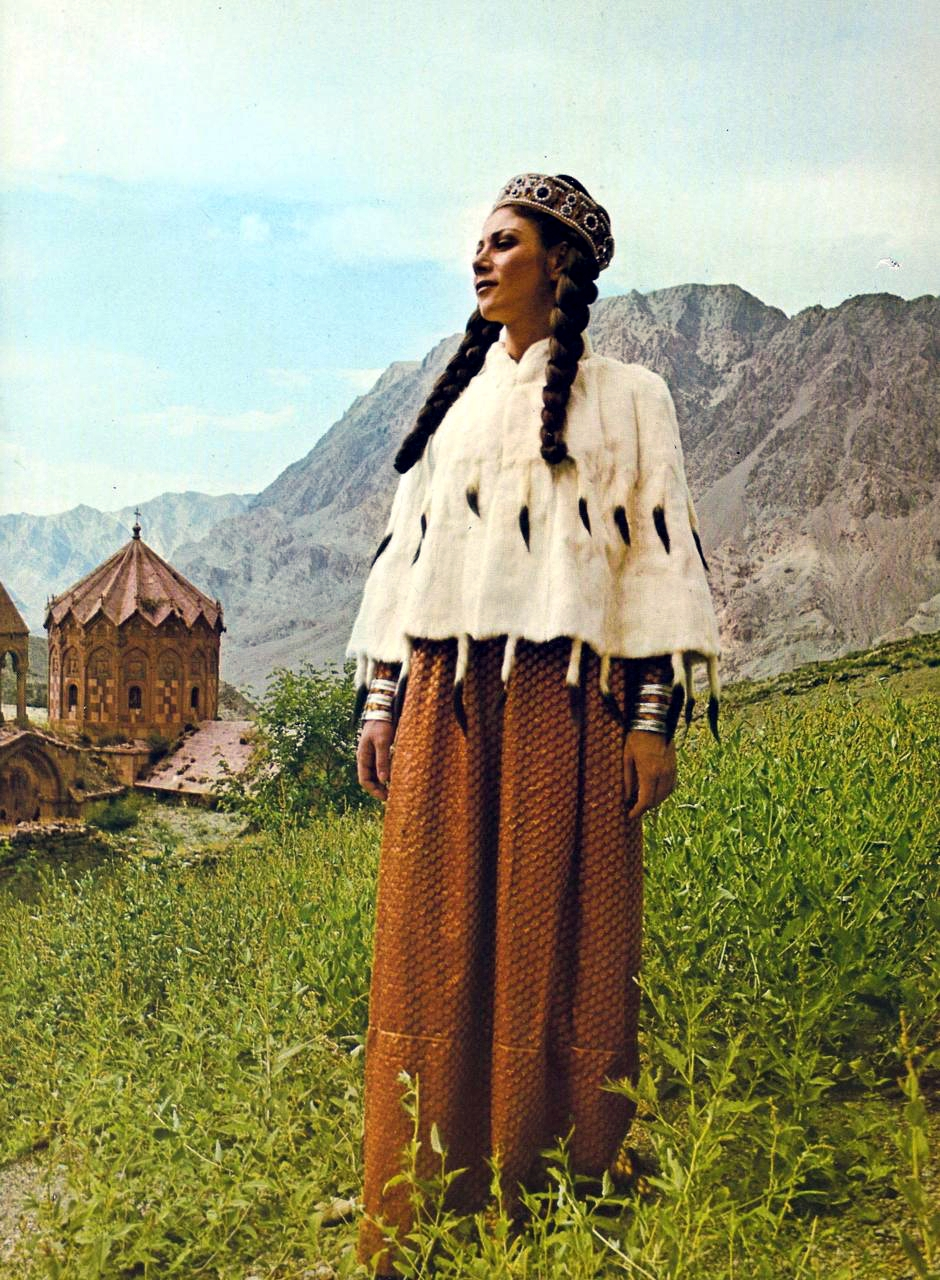
لباس سنتی زنان ارمنی در دوران پادشاهی باگراتونی، (دودمان باگراتونی)

در پوشاک ارمنی چند رنگ متمایز است؛ که طبق نظر فیلسوف ارمنی سده چهاردم گریگور تاتواتسی، این رنگ‌ها دارای معانی خاصی بوده و اوضاع سیاسی و اجتماعی ارمنستان را نشان می‌دهد.
بعنوان مثال، رنگ مشکی بیانگر اوضاع سیاسی کشور، رنگ سفید بیانگر آب و پاکی، رنگ زرد بیانگر خاک، رنگ نارنجی بیانگر فروتنی، رنگ قرمز بیانگر رشادت و خون، رنگ آبی بیانگر عدالت است.
رنگ‌های بکار رفته در لباس‌های سنتی ارمنی تا به امروز نیز در مناطق مختلف ارمنستان مشاهده می‌شود. اما هر بخش و روستا در ارمنستان داری لباس سنتی و رنگ‌های مختص به خود است.

## رقص ارمنی
رقص ارمنی میراثی قدیمی و غنی، متنوع که به جا مانده از پنجم تا هزاره سوم قبل از میلاد در مناطق بالاتر از ارمنستان سرزمینی به نام آرارات (دشت‌های آرارات) که در آن منطقه باستانی نقاشی‌هایی بر روی سنگ‌نبشته‌ها به جا مانده‌است، که به آن نقاشی‌های رقص می‌گویند که گاهی این نقاشی‌های رقص همراه با انواع خواصی از آلات موسیقی همراه بوده‌است.

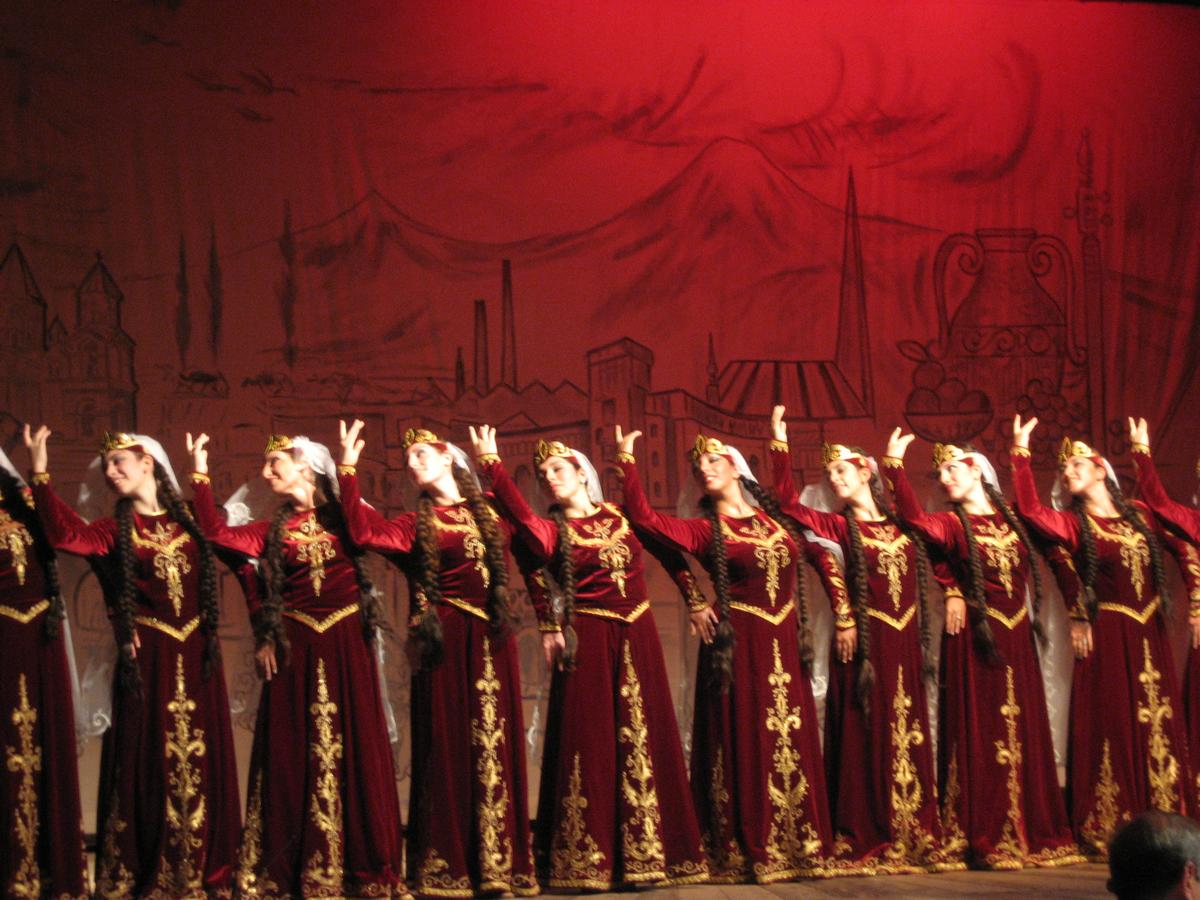
رقص سنتی ارمنیان

رقص سنتی یا رقص محلی در میان جماعت ارمنیان پراکنده (دیاسپورای ارمنی) بسیار محبوب است. دیاسپورای ارمنی در کشورهای خود برای ارائه کردن فرهنگ و رقص سنتی ارمنی اقدام به تشکیل گروهای رقص محلی و بین‌المللی کردند.
در رقص ارمنی یک احساس شور، ظرافت و فصاحت خواصی وجود دارد. همه رقصنده‌ها با پوشیدن لباس سنتی یک تجسمی از تاریخ و فرهنگ خود و از داستان‌های اجداد (باستانی) گذشته خود را به ارمغان می‌آورند، و این گونه سعی در نگه داشتن فرهنگ آبا اجدادی خود را دارند.
طراحی لباس‌های رقص از عوامل مشترکی از قبیل، سنت‌های مذهبی و زندگی از خانواده‌های قدیمی و سنتی را تجلی می‌کند.
رقص محلی و مذهبی ارمنی همیشه با آواز، سرودها و آلات موسیقی سنتی همراه است.

## موسیقی ارمنی

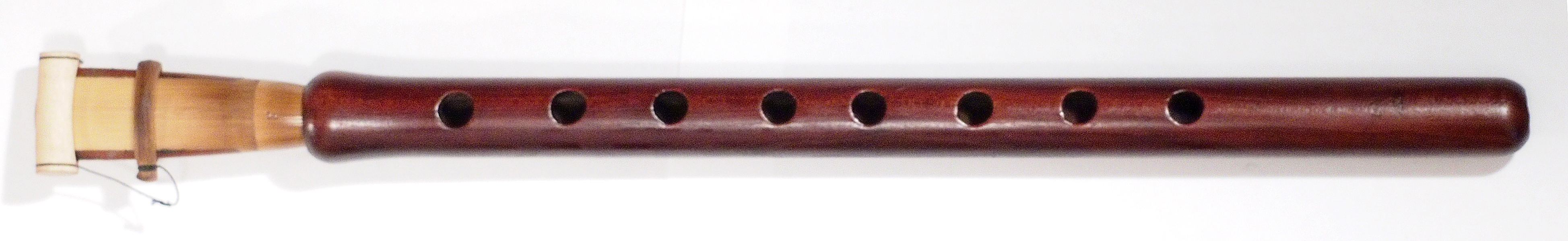
دودوک

موسیقی ارمنی ریشه در چند هزار سال پیش دارد. بر روی تخته سنگ‌های اوغتاسار تصاویری از زمان باستان باقی است که بوضوح نشان دهنده مناظر رقص و آئین‌های خاص همراه با ارائه آوا می‌باشند. آواز و موسیقی مربوط به مراسم دعا و آمادگی برای جنگ در زمان تشکل اتحاد قومی هایاسا و آرمن‌ها در ارمنستان رواج داشت.
هزاره نخست پیش از میلاد مملو از تحولات هنر موسیقی و فرهنگ باستان بود.
در اینباره شیپور تهیه شده از شاخ گوزن که در حوالی دریاچه سوان پیدا شده‌است گواهی می‌دهد.
سنج‌هایی نیز مربوط به سده هفتم پیش از میلاد در کارمیر بلور یافت شده‌است (مربوط به دوران پادشاهی آراراتیان). در همان زمان حکومت آراراتیان موسیقی ارمنی دارای ماهیت پرستشی و دنیوی شد و موسیقی دنیوی در نزد راویان و گویندگان و نقالان و عاشق‌های دوره گرد رونق یافت.
این رونق و پیشرفت در زمان پادشاهی یرواندیان نیز ادامه یافت و با استحکام جامعه و استواری نظام خانواده‌ها در ارمنستان باستان موسیقی و آواز نیز حالت تخصصی تر پیدا کرد. به ویژه مرثیه خوانی مربوط به مراسم تدفین ترقی می‌کند و به تدریج یکی از شیوه‌های موسیقی ادبی ارمنی یعنی آواز خوانی توأم با شعر خوانی متشکل می‌گردد و از روایات و افسانه‌ها داستان‌های مربوط به تاریخ باستان ارمنی و دین اولیه آن‌ها (اسطوره‌شناسی) برای طی روند ترقی خود استفاده می‌شود.
موسس خورناتسی با سخن گفتن دربارهٔ افسانه‌های هایک و بل، (آرام)، آرای زیبا روی، شامیرام و واهاگن و (نورک آنکغ) آن‌ها را گاهی روایت و گاهی آواز و افسانه و گاهی نیز عاشقی می‌نامد.